# Maamendhoo (Gaafu Alif)
Maamendhoo är en ö i Huvadhuatollen i Maldiverna.  Den ligger i administrativa atollen Gaafu Alif atoll, i den södra delen av landet, 385 km söder om huvudstaden Malé.